# Tomasz Jastrun

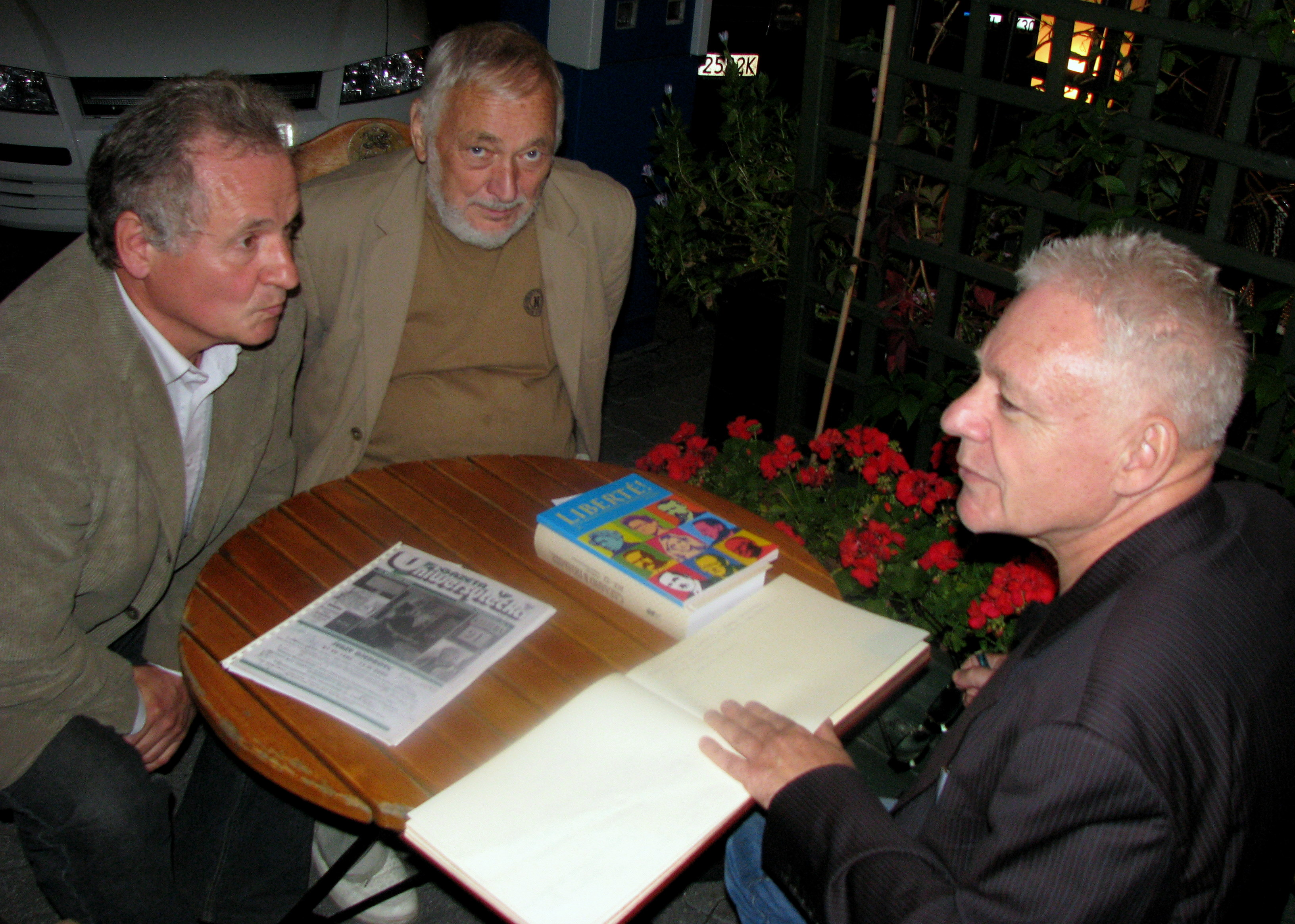
Tomasz Jastrun ze Zbigniewem Bujakiem i Jerzym Surdykowskim – Warszawa, 13 września 2010

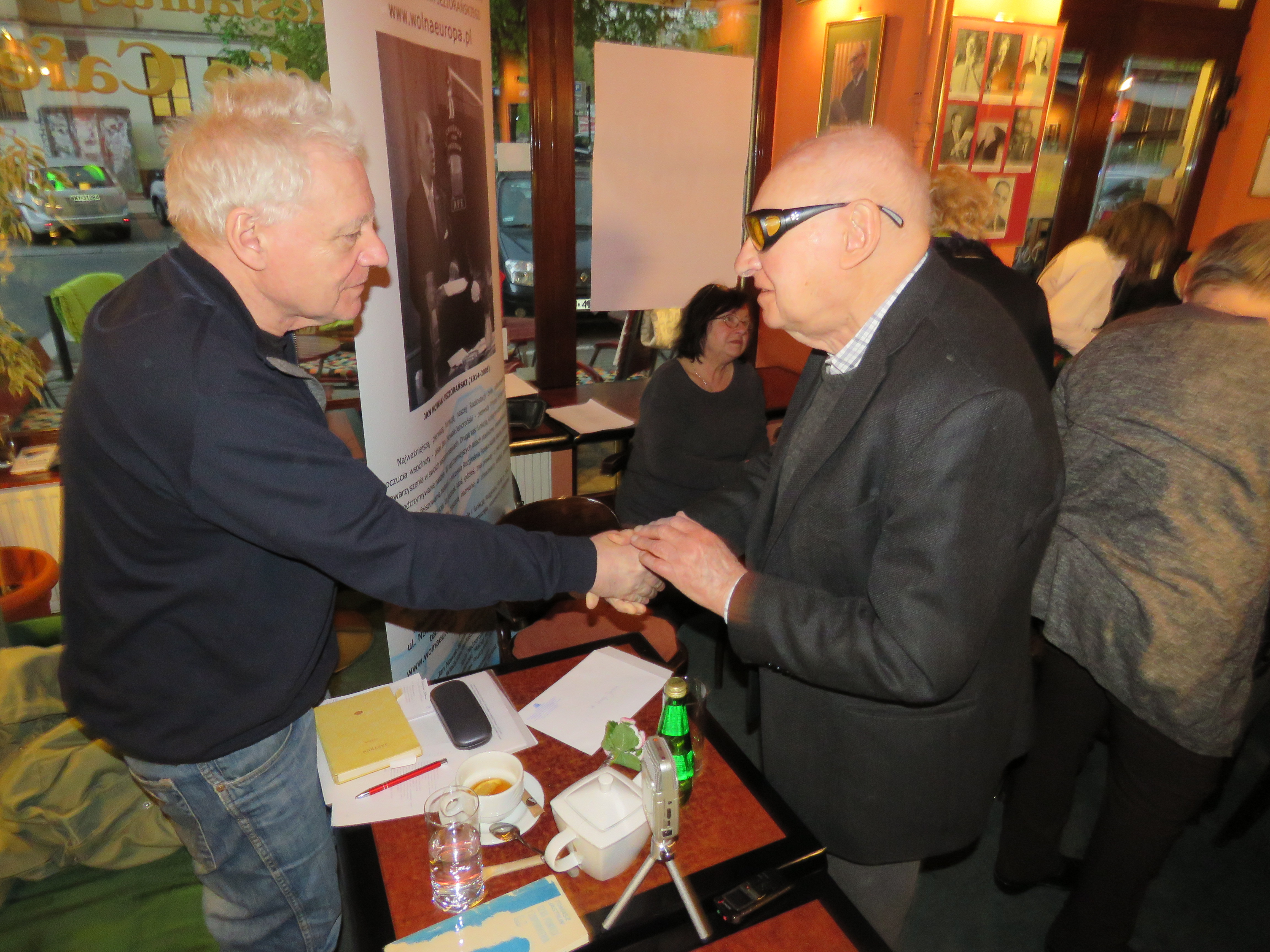
Tomasz Jastrun z Jackiem Bocheńskim w Stowarzyszeniu Pracowników, Współpracowników i Przyjaciół Rozgłośni Polskiej Radia Wolna Europa Imienia Jana Nowaka-Jeziorańskiego – Warszawa, 28 kwietnia 2016

Tomasz Jastrun, ps. „Witold Charłamp”, „Smecz”, „Te Jot” (ur. 15 września 1950 w Warszawie) – polski poeta, prozaik, eseista, felietonista, krytyk literacki, autor książek dla dzieci, długoletni współpracownik paryskiej „Kultury”, a także dziennikarz radiowy.

## Życiorys
Syn poetów: Mieczysława Jastruna (1903–1983) i Mieczysławy Buczkówny (1924–2015). Studiował polonistykę na Uniwersytecie Warszawskim, absolwentem Wydziału Filologii Polskiej został w 1974.
Debiutował w 1973 wierszami publikowanymi w miesięczniku „Nowy Wyraz”. Od 1974 do 1978 pracował w „Tygodniku Kulturalnym”. Publikował także m.in. w „Miesięczniku Literackim” (1974, 1980–1981), „Literaturze” (1977–1978) oraz czasopismach dla dzieci „Świerszczyk” (1978–1981), „Płomyczek” (1981) i „Płomyk” (1983).
W okresie PRL był związany z opozycją demokratyczną. W 1977 w swoim mieszkaniu zorganizował punkt dystrybucji publikacji niezależnych. W sierpniu 1980 uczestniczył w strajku w Stoczni Gdańskiej im. Lenina (poświęcił temu wydarzeniu reportaż zatytułowany Las Birnam ruszył). Przyłączył się do skierowanego do władz komunistycznych apelu 64 naukowców, literatów i publicystów o podjęcie dialogu ze strajkującymi robotnikami. Należał do „Solidarności”, redagował gazety I Krajowego Zjazdu Delegatów w Gdańsku, a także „Informator Kulturalny Solidarności” wydawany przez Region Mazowsze związku.
W 1980 napisał scenariusz serialu telewizyjnego dla dzieci Nasze podwórko, wystąpił także w kilku odcinkach w epizodycznej roli.
Po wprowadzeniu stanu wojennego ukrywał się od grudnia 1981 do listopada 1982, następnie został internowany na kilka tygodni w Białołęce. Publikował w czasopismach wydawanych poza cenzurą, tj. „Puls” (reportaże z sierpniowych strajków na Wybrzeżu; 1981) i „Zapis” (1981), a także emigracyjnych, do których należały „Przegląd Polski” (Nowy Jork; 1982), „Polska w Europie” (Rzym; 1982), „Wiadomości Polskie” (Sztokholm; 1983), „Wieloczas – Le Temps Pluriel” (Paryż; 1983) oraz paryska „Kultura” Jerzego Giedroycia (w ramach cyklu „Dziennik zewnętrzny”).
Od 1982 do 1989 redagował w drugim obiegu pismo literackie „Wezwanie”, od 1987 był członkiem redakcji „Res Publiki”. Opublikował w podziemiu m.in. tomik wierszy Biała łąka i reportaże. Kontynuował współpracę z paryską „Kulturą”, gdzie publikował artykuły i felietony pod pseudonimami „Witold Charłamp” i „Smecz”. Na łamach tego pisma pod drugim z nich rozpoczął serię felietonów Z ukosa, którą po 1989 kontynuował w „Rzeczpospolitej” i „Newsweeku”.
W latach 1990–1994 był dyrektorem Instytutu Polskiego w Sztokholmie oraz attaché kulturalnym w Szwecji. W latach 1994–1995 prowadził telewizyjny program kulturalny Pegaz. W drugiej połowie lat 90. zasiadał w konwencie Ruchu Stu. Współpracował z „Twoim Stylem” (felietony Notatnik erotyczny) oraz „Zwierciadłem” (felietony Czułym okiem). Publikował na łamach „Życia Warszawy” i jego dodatku kulturalnego „Ex Libris”. W latach 2012–2013 był felietonistą tygodnika „Wprost”, następnie podjął współpracę z tygodnikiem „Przegląd”. W 2020 został gospodarzem autorskiego programu na antenie internetowej rozgłośni Halo.Radio, prowadził go do 2021.
Jest członkiem warszawskiego oddziału Stowarzyszenia Pisarzy Polskich.

## Odznaczenia i wyróżnienia
W 2008 został odznaczony Krzyżem Kawalerskim Orderu Odrodzenia Polski.
W 1980 otrzymał Nagrodę Poetycką Polskiego PEN Clubu im. Roberta Gravesa (za tom poezji Promienie błędnego koła). W 1983 dostał Nagrodę Kulturalną „Solidarności” za lata 1981–1982 (za poezję stanu wojennego). W 1985 otrzymał stypendium Fundacji Kościuszkowskiej w Nowym Jorku, a w 1986 Nagrodę Fundacji im. Kościelskich. W 1990 wyróżniony Nagrodą Literacką im. Zygmunta Hertza. Otrzymywał nominację do Nagrody Poetyckiej im. Konstantego Ildefonsa Gałczyńskiego: w 2022 za tom Przed zmierzchem oraz w 2025 za tom Epoka wymierania.

## Twórczość
- Bez usprawiedliwienia (poezje; Państwowy Instytut Wydawniczy, Warszawa 1978)
- Promienie błędnego koła (poezje; Wydawnictwo Literackie, Kraków 1980)
- Na skrzyżowaniu Azji i Europy (poezje; II obieg wydawniczy, Niezależna Oficyna Wydawnicza, Warszawa 1982; Obserwator Wojenny, Kraków 1983; Warszawska Niezależna Oficyna Poetów i Malarzy – Przedświt, Warszawa 1983)
- Biała łąka. Dziennik poetycki: 9 listopada – 23 grudnia 1982 roku (poezje; II obieg wydawniczy: Biblioteka Tygodnika Wojennego, Warszawa 1983)
- Zapiski z błędnego koła (reportaże; red. Czesław Karkowski; Pogląd, Berlin Zachodni 1983; II obieg wydawniczy: Wydawnictwo Przedświt, Warszawa 1983)
- Czas pamięci i zapomnienia. Wiersze z różnych lat (poezje; II obieg wydawniczy: Warszawska Niezależna Oficyna Poetów i Malarzy – Przedświt, Warszawa 1983; Niezależna Oficyna Wydawnicza, Warszawa 1985)
- Kropla, kropla (poezje; Wydawnictwo Literackie, Kraków 1985)
- Życie Anny Walentynowicz (opowieść biograficzna; II obieg wydawniczy: Niezależna Oficyna Wydawnicza, Warszawa 1985; Wydawnictwo MTJ, Warszawa 2011; adaptacja teatralna pt. Spektakl o Annie Walentynowicz, Londyn 1981)
- W złotej klatce. Notatnik amerykański (reportaże; II obieg wydawniczy: Oficyna Pokolenie, Warszawa 1988; Veto Verlag, Berlin 1989)
- Od prawie dwustu lat / Fast zweihundert Jahre schon (poezje; wydanie polsko-niemieckie; tłum. Wanja Ronge; posłowie: Zbigniew Dominiak; Veto Verlag, Berlin 1988)
- Węzeł polski. Wiersze stare i nowe (poezje; Społeczny Instytut Wydawniczy „Znak”, Kraków 1988)
- Obok siebie (poezje; Spółdzielnia Wydawnicza „Czytelnik”, Warszawa 1989)
- 21 wierszy. 21 dikter (poezje; wydanie polsko-szwedzkie; tłum. Anders Bodegård; Brombergs, Sztokholm 1992)
- Z ukosa (felietony; pod ps. „Smecz”; Instytut Literacki, Paryż 1992)
- 42 wiersze (Wydawnictwo Marabut, Gdańsk 1995)
- Miłość-niemiłość i inne wiersze (Wydawnictwo „Iskry”, Warszawa 1999)
- Tylko czułość idzie do nieba (poezje; Wydawnictwo „Iskry”, Warszawa 2003)
- Gorący lód. 29 poważnych i niepoważnych opowiadań o miłości niemiłości (Jacek Santorski & Co., Warszawa 2003)
- Gra wstępna rozpisana na 62 felietony (Jacek Santorski & Co., Warszawa 2003)
- Rzeka podziemna (powieść; Jacek Santorski & Co, Warszawa 2005)
- Powitania i pożegnania (poezje; Wydawnictwo „Iskry”, Warszawa 2007)
- Jakby nigdy nic (poezje; Wydawnictwo „Iskry”, Warszawa 2010)
- Męskie pół świata (rozmowy; wspólnie z Wojciechem Eichelbergerem; Seria wydawnicza „Psyche”, Wydawnictwo Zwierciadło, Warszawa 2011)
- Sny, które budzą. Opowieści terapeutyczne (rozmowy; wspólnie z Wojciechem Eichelbergerem; Seria wydawnicza „Psyche”, Wydawnictwo Zwierciadło, Warszawa 2011)
- Antoś i jeszcze ktoś (książka dla dzieci; Wydawnictwo Czarna Owieczka, Warszawa 2013)
- Czułym okiem (wybór felietonów; Wydawnictwo Zwierciadło, Warszawa 2013)
- Kolonia karna. Sceny z życia małżeńskiego (powieść; Wydawnictwo Czarna Owca, Warszawa 2015)
- Osobisty przewodnik po depresji (Wydawnictwo Zwierciadło, Warszawa 2016)
- Przed zmierzchem (zbiór wierszy, Wydawnictwo „Literackie M2”, Warszawa 2021)
- Oddani istnieniu. Wiersze wybrane (zbiór wierszy, Spółdzielnia Wydawnicza „Czytelnik”, Warszawa 2025)